# Why Don't We
I Why Don't We (comunemente abbreviati con WDW) sono una boy band statunitense, formatasi il 27 settembre 2016. Scritturati da Atlantic Records, nel corso della loro carriera hanno pubblicato due album, raggiungendo con entrambi la top 10 della Billboard 200.

## Carriera
La band si è formata il 27 settembre del 2016 e lo ha annunciato il 29 settembre 2016 sul loro canale YouTube.
Il 7 ottobre 2016 il gruppo ha pubblicato il loro singolo di debutto Taking You, una traccia tratta dal loro EP di debutto Only the Beginning che è stato pubblicato successivamente il 25 novembre dello stesso anno. Il loro secondo EP Something Different è stato pubblicato l'11 aprile 2017. Il 2 giugno 2017 hanno pubblicato il loro terzo EP Why Don't We Just.
Nello stesso anno hanno finito il loro Something Different Tour negli Stati Uniti. Il 29 agosto 2017 hanno pubblicato un altro singolo These Girls.
Il 23 novembre 2017 hanno pubblicato il loro Ep natalizio intitolato A Why Don't We Christmas.
Nel 2018 hanno pubblicato due singoli, Hooked il 7 giugno e Talk il 6 luglio, che fanno parte del loro album di debutto 8 Letters.
Nel 2019 la band ha deciso di pubblicare un singolo ogni mese per il resto dell'anno il primo è stato pubblicato il 17 gennaio 2019 intitolato Big Plans, il 14 febbraio 2019 Cold In LA, il 20 marzo 2019 I Don't Belong in This Club in collaborazione con Macklemore. Inoltre il 20 aprile è uscita Don't Change, per il film Ugly Dolls.
Il 15 maggio pubblicano il singolo Unbelievable. Successivamente hanno pubblicato Come to Brazil il 28 giugno 2019, I Still Do il 26 luglio 2019, What Am I il 23 agosto 2019, What Am I (Live & Unplugged) il 27 settembre 2019, il giorno del loro terzo anniversario come band, Mad At You il 25 ottobre 2019, With You This Christmas il 29 novembre 2019 e il 30 dicembre è uscita Chills.
Il 17 settembre 2020 annunciano il singolo Fallin' (Adrenaline), pubblicato il 29 settembre successivo.
Il 6 ottobre 2021 è stato pubblicato il singolo Love Back, in contemporanea a un concerto tenuto dalla band presso l'El Rey Theatre di Los Angeles. Nel gennaio 2022 hanno collaborato con Jonas Blue nel singolo Don't Wake Me Up. Il 31 maggio 2022 hanno pubblicato il loro trentesimo singolo How Do You Love Somebody.

## Stile e influenze musicali
I componenti del gruppo hanno citato Justin Bieber come principale influenza musicale, in aggiunta a 5 Seconds of Summer, Boyz II Men, The Beatles, Drake, Ed Sheeran, Childish Gambino, Jon Bellion, Post Malone, Frank Ocean e CNCO.

## Formazione
- Jack Robert Avery (2016-)
- Corbyn Matthew Besson (2016-)
- Zachary Dean Herron (2016-)
- Jonah Marais Roth Frantzich (2016-)
- Daniel James Seavey (2016-)

## Discografia

### Album
- 2018 – 8 Letters
- 2021 – The Good Times and the Bad Ones

### EP
- 2016 – Only the Beginning
- 2017 – Something Different
- 2017 – Why Don't We Just
- 2017 – Invitation
- 2017 – A Why Don't We Christmas

### Singoli
- 2016 – Taking You
- 2016 – Nobody Gotta Know
- 2016 – Just to See You Smile
- 2016 – Free
- 2016 – You and Me at Christmas
- 2017 – Something Different
- 2017 – Why Don't We Just
- 2017 – These Girls
- 2018 – Trust Fund Baby
- 2018 – Hooked
- 2018 – Talk
- 2018 – 8 Letters
- 2019 – Big Plans
- 2019 – Cold In LA
- 2019 – I Don't Belong in This Club (feat. Macklemore)
- 2019 – Don't Change
- 2019 – Unbelievable
- 2019 – Come to Brazil
- 2019 – I Still Do
- 2019 – What Am I
- 2019 – What Am I / live and unplugged
- 2019 – Mad At You
- 2019 – With You This Christmas
- 2019 – Chills
- 2020 – Fallin'
- 2020 – Lotus Inn
- 2020 – Slow Down
- 2021 – Love Back
- 2021 – Mistletoe
- 2022 – Don't Wake Me Up (Jonas Blue feat. Why Don't We)
- 2022 – How Do You Love Somebody